# Fort Carré

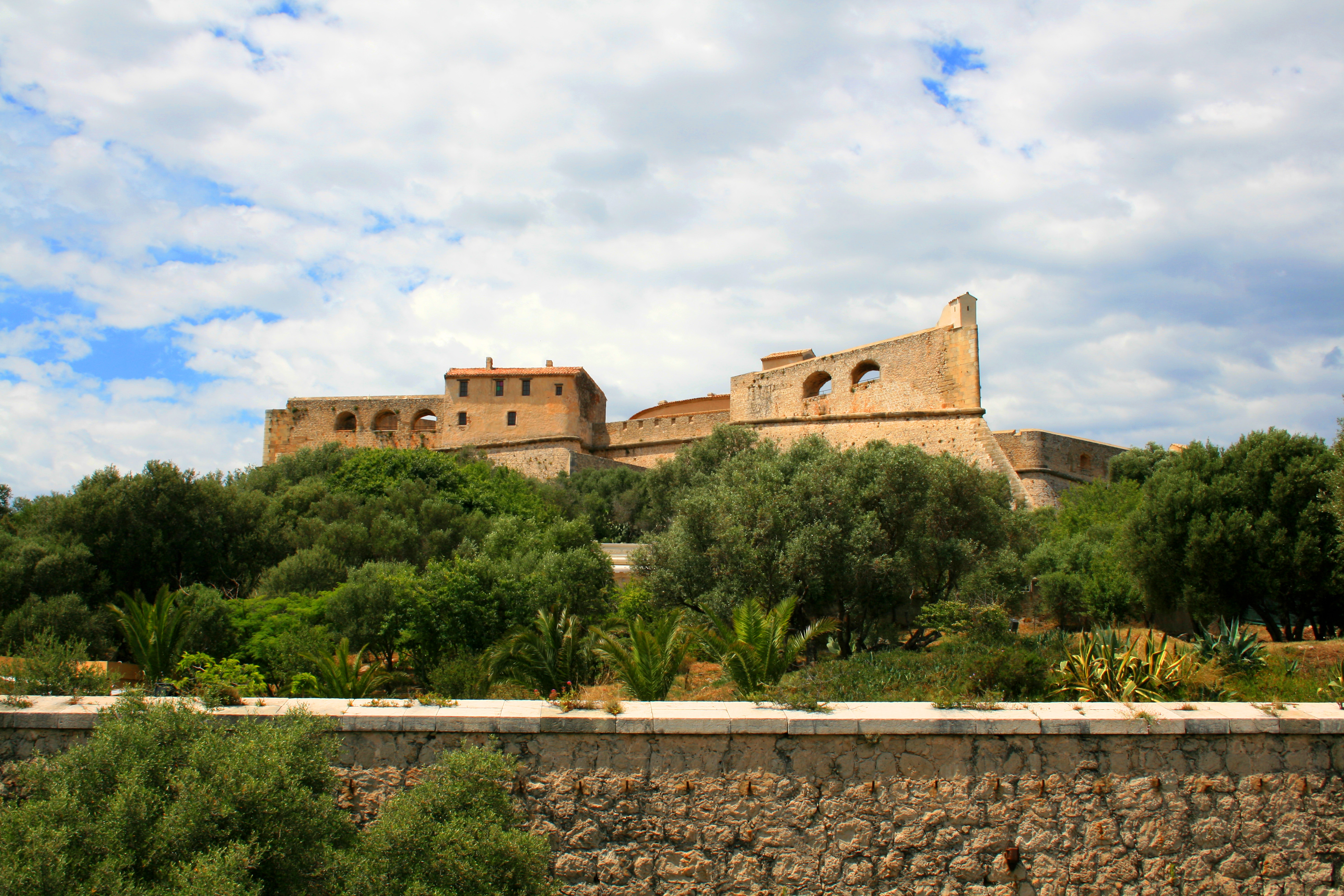
Fort Carré sett från söder

Fort Carré är en befästning på halvön Saint Roch i Antibes i Frankrike, som ursprungligen uppfördes under 1500-talet och som byggdes ut av fästningsarkitekten Sébastien Le Prestre de Vauban under 1700-talet.
Napoleon Bonaparte satt i juli 1794 fängslad under tio dagar på Fort Carré efter Robespierres fall för att vara jakobinsympatisör. Hans vän och politiska allierade Antoine Christophe Saliceti ordnade så att han släpptes.

## Från 1860
Efter Frankrikes annektering av Nice och omgivning 1860 upphörde Antibes att vara gränsstad och också Fort Carrés militära betydelse. Under 1900-talet fram till 1967 har fortet används som plats för olika militära skolor med inriktning på fysisk träning och närstrid. Därefter förvaltades det av Ministère de la Jeunesse et des sports till 1979.
Fort Carré restaurerades 1979-85. Fortet övertogs av Antibes stad 1997 och är öppet för allmänheten sedan 1998. Det är sedan 1906 ett byggnadsminne.

## Bildgalleri

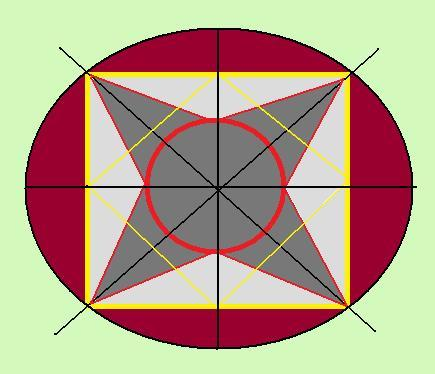
Pricipplan för Fort Carré
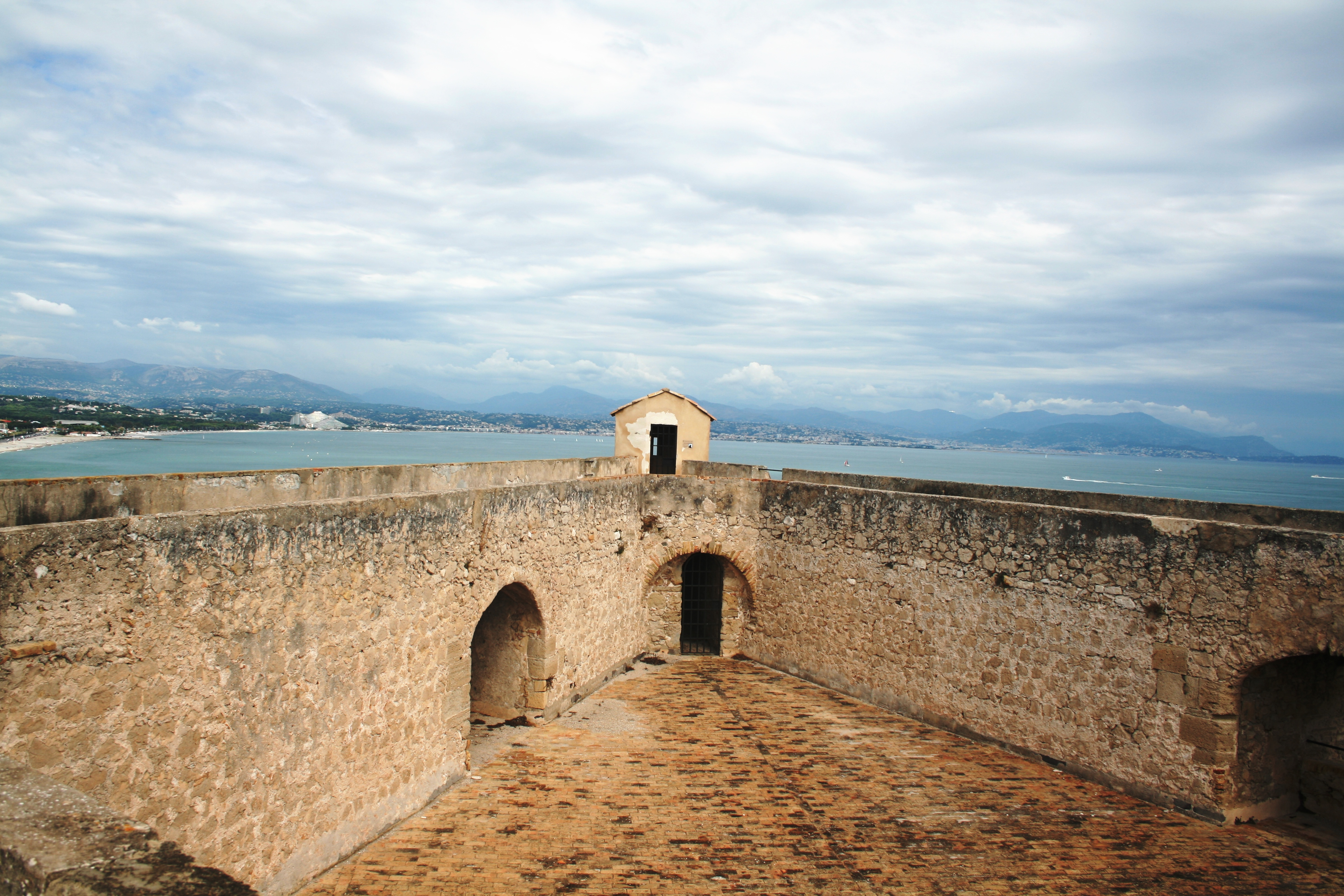
Insidan av östra bastionen
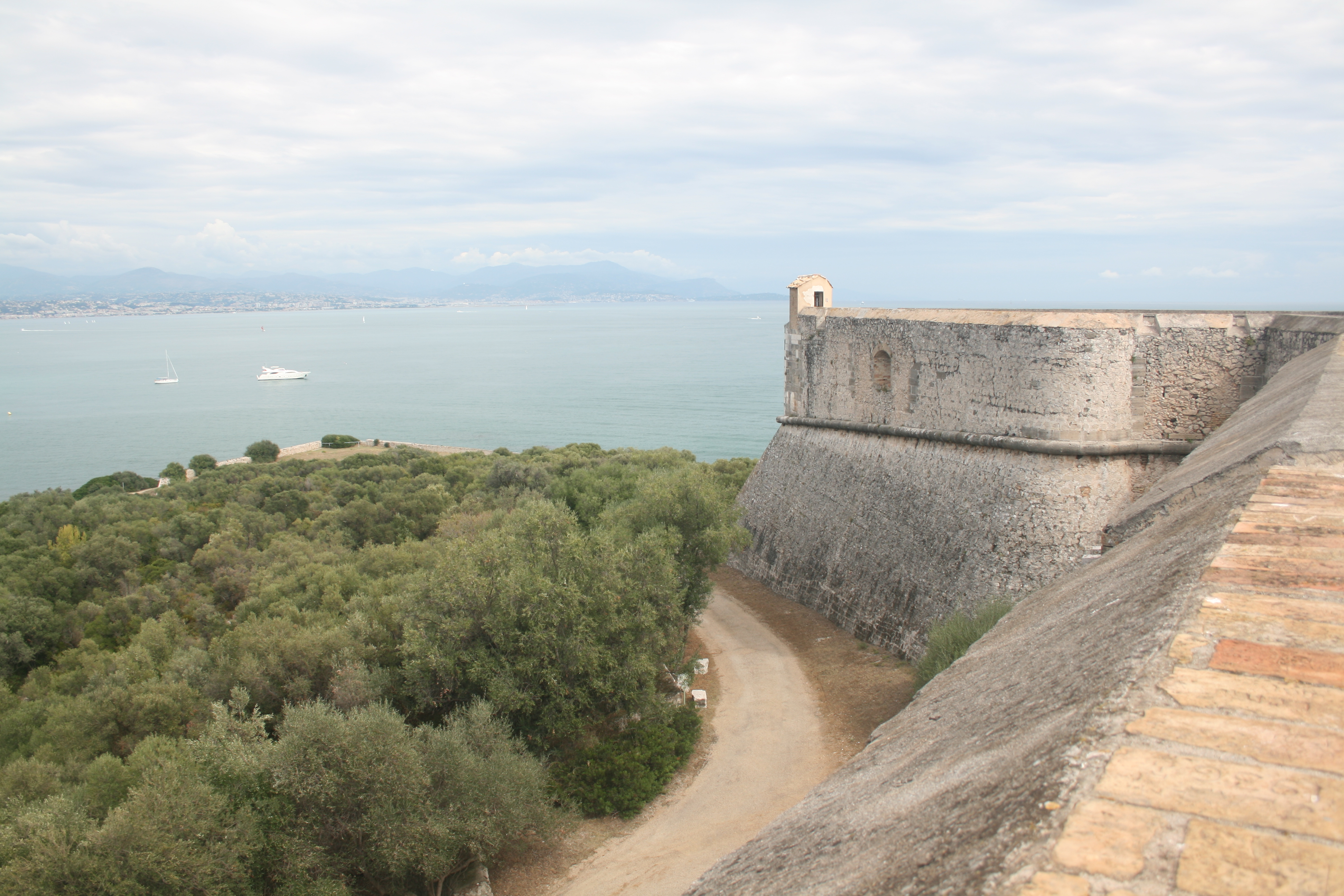
Östra bastionen
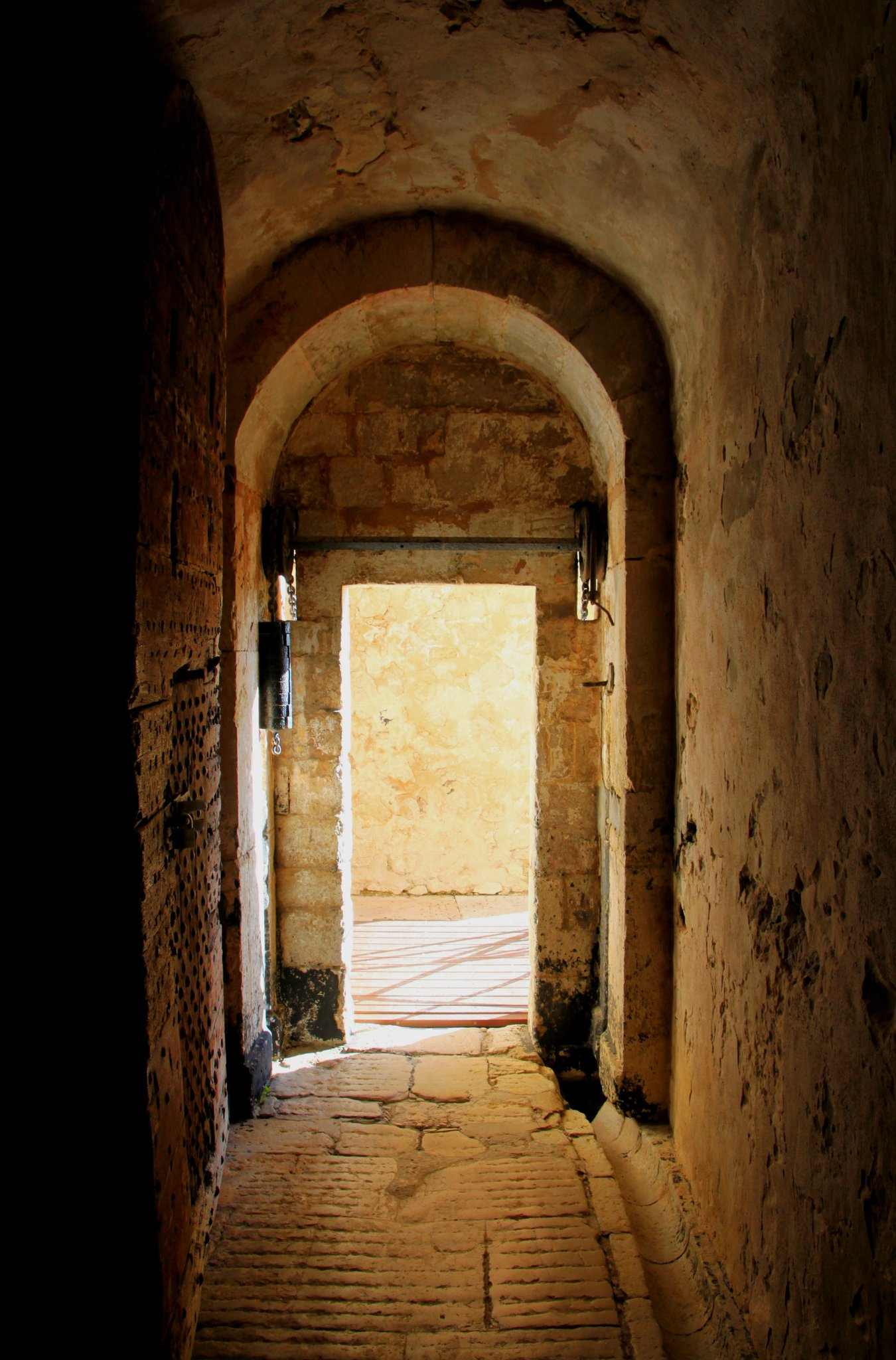
Interiör
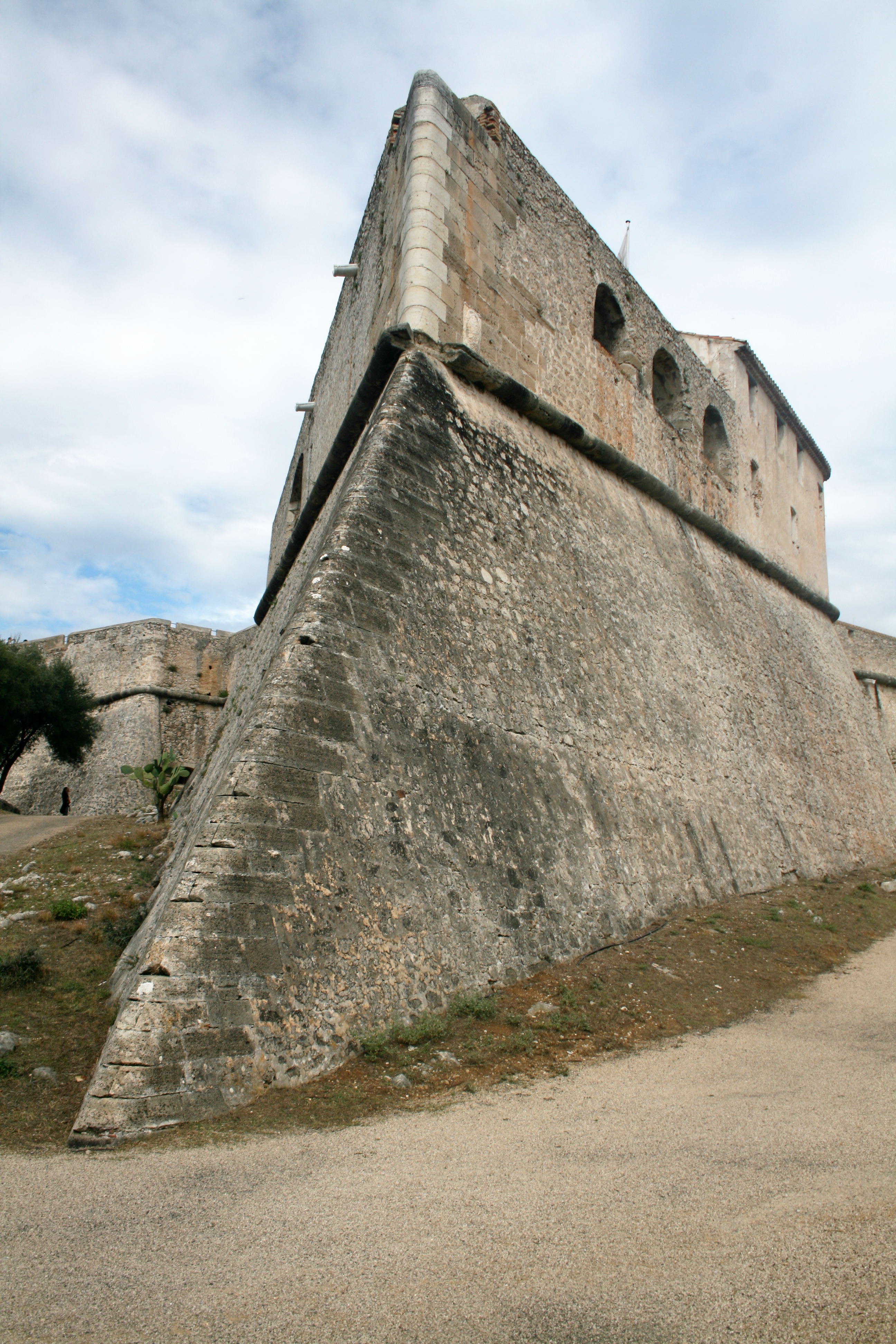
Södra bastionen